# USS Lunga Point (CVE–94)
A USS Lunga Point az Amerikai Egyesült Államok Haditengerészetének Casablanca osztályú kísérő repülőgép-hordozója volt, amelyet 1944-ben állítottak hadrendbe. Részt vett az Ivo Dzsima-i csatában.

## Pályafutása
Vízrebocsátását követően, a kötelező tesztek, gyakorlatok után a Lunga Point a Csendes-óceánra hajózott, hogy bombázókat szállítson Új-Guineára, onnan pedig megrongálódott gépeket vigyen vissza az Amerikai Egyesült Államokba. Október 16-án San Diegóból – érintve Pearl Harbort, Eniwetokot, Kossol Roadst – visszatért a Csendes-óceán középső részére, hogy részt vegyen a Leyte-öbölbeli hadműveletekben. November 13. és 22. között légifedezet nyújtott a szállító- és a szárazföldi egységeknek. November 23-án az Admiralitás-szigetekhez tartozó Manus-szigethez indult, hogy részt vegyen a Luzon elleni hadjáratban.
Onnan december 27-én hajózott ki, hogy légitámogatást nyújtott a Lingayen-öbölbeli partraszálláshoz. 1945. január 4-én kevéssel kerülte el egy japán repülőgép, nem úgy, mint az Ommaney Bayt, amely kamikazetámadásban süllyedt el. Tizenegy napig nyújtott fedezetet, repülői átlagosan napi 41 felszállást teljesítettek. Ellenséges repülők 14 alkalommal támadták. január 17-én visszaindult Ulithibe.
1945. január 23. és február 10. között a Lunga Pointot az Ivo Dzsima elleni akcióra készítették fel. Február 21-én 16 japán repülőgép támadta a hordozókat. A Saratoga megrongálódott, a Bismarck Sea elsüllyedt. A Lunga Point három japán repülőgépet lőtt le, miközben csak kisebb károkat szenvedett. Március 8. után a tengerészgyalogosok annyira megerősítették pozícióikat, hogy a hordozó visszatérhetett Ulithire, hogy felkészüljön az Okinava elleni műveletre.
Március 21-én kifutott Okinava felé. Március 24. és június 27. között légifedezetet nyújtott, valamint földi célpontokat támadott a Rjúkjú-szigeteken. Leytére június 27-én tért vissza. Ezt követően Okinavánál aknakereső, valamint a kínai partoknál japán hajókra vadászó műveletekben vett részt.
Augusztus végén a Lunga Point az 5. flotta részeként szövetséges hadifoglyokat szállított Japánból Okinavára. Október elején a Tokió-öbölbe rendelték, hogy segítse William Sample ellentengernagy eltűnt repülőgépének keresését. Japánt október 28-án hagyta el, és november 7-én érkezett meg Pearl Harborba. Onnan San Diegóba hajózott. Több utat tett meg a Csendes-óceánon, majd 1946-ban október 24-én tartalékba helyezték. 1960. április 1-jén törölték a haditengerészet hajói közül, majd augusztus 3-án eladták a Hyman Michaels Co.-nak, amely szétbontotta.

## Fordítás
- Ez a szócikk részben vagy egészben  az   USS Lunga Point (CVE-94) című angol Wikipédia-szócikk fordításán alapul.  Az eredeti cikk szerkesztőit annak laptörténete sorolja fel. Ez a jelzés csupán a megfogalmazás eredetét és a szerzői jogokat jelzi, nem szolgál a cikkben szereplő információk forrásmegjelöléseként.